# Carlo Quattrucci
Carlo Quattrucci (Roma, 3 maggio 1932 – Roma, 28 aprile 1980) è stato un pittore, incisore, scultore e grafico italiano.

## Biografia
Nel 1961 fonda, assieme ad altri giovani pittori il gruppo "Libertà-Realtà" (Marcello Confetti, Paolo Ganna, Piero Guccione, Gino Guida, Pino Reggiani, Aldo Turchiaro e Pasquale Verrusio) con dichiarazione d'intenti politici e sociali. È pittore romano che aderisce al realismo come metodo e tendenza.
Nel 1963 una sua opera viene esposta alla mostra Contemporary Italian Paintings, allestita in alcune città australiane.
Nel 1965 si reca in Messico per collaborare con l'équipe internazionale di David Alfaro Siqueiros all'attuazione di vari murales (a Città del Messico "Poliforum di Manuel Suares", "Castillo de Chapultepec" e "Palacio de la ex Aduana"; a Cuernavaca "Poliforum"). L'amicizia con David e Angelica Siqueiros segnerà l'inizio del suo interesse e della sua presenza nella cultura di lingua spagnola. La sterminata natura messicana gli diede un nuovo senso spaziale cosmico; compare il motivo del grande albero quale metafora di vita e poi, disseccandosi, di morte. 
Sempre negli anni '60 lavora con l'architetto Filiberto Sbardella ad un progetto artistico che prevede la realizzazione - da parte di D. A. Siqueiros - di un murale presso la Scuola Sindacale Cgil di Ariccia: progetto che purtroppo verrà interrotto a causa dei vari impegni oltreoceano del maestro messicano.
Nel 1966 conosce a Roma Rafael Alberti e Maria Teresa Leon e da questo incontro nasce una profonda amicizia che accrescerà il suo amore per la Spagna; paese che conosceva già attraverso la letteratura, l'arte e la storia antica e contemporanea. Nel 1975 soggiorna a Barcellona. Nel 1976 è a Mosca dove s'interessa al Costruttivismo immaginando, al rientro, due serie di dipinti. Vive memorie goyesche, la teatralità della corrida, riscopre la magia gioiosa dell'avanguardia russa arrivando ad uno stile personalissimo definito da Renzo Vespignani "incollocabile nel casellario critico dell'epoca" (AAVV, 1983).
Nel 1977/1978 vive alternativamente in Spagna e in Italia e, nel suo studio di Trastevere, si dedica, oltre che alla pittura, alle incisioni e alla scultura, anche alla decorazione ceramica e alle vetrate piombate. Verrà definito da Rafael Alberti "pittore universale trasteverino"(AAVV, 1983).
La sua produzione è conosciuta e apprezzata in Italia e all'estero in virtù delle numerose mostre di pittura, alla partecipazione ad importanti cartelle di grafica e ai suoi scritti.

## Esposizioni
Alcune delle sue molte esposizioni sono di seguito riportate:
- 1955: Un fatto di cronaca, Palazzo delle Esposizioni, Roma
- 1959: VIII Quadriennale Nazionale dell'Arte di Roma, Palazzo delle Esposizioni, Roma
- 1959: I Antologia della Giovane Arte Italiana, Galleria “La Nuova Pesa”, Roma
- 1960: Premio Arezzo, Arezzo
- 1961: Mostra Omaggio alle Olimpiadi, Galleria “La Nuova Pesa”, Roma, Prima Mostra del gruppo libertà-realtà, Galleria “Stagni”, Roma
- 1964: IX Quadriennale di Roma, Palazzo delle Esposizioni, Roma, Il Pro e il Contro, Galleria “La Nuova Pesa”, Roma
- 1963: IV Rassegna di Arti Figurative di Roma e del Lazio, Palazzo delle Esposizioni, Roma, Pittura Italiana Contemporanea, Museo d'Arte Moderna, Melbourne
- 1964: Mostra personale, Galleria “La Nuova Pesa”, Roma, Dessins Italiens et Belges Contemporains, Théâtre National de Belgique, Bruxelles
- 1965: Quatrième Biennale de Paris, Musée d'Art Moderne de la Ville de Paris, Parigi · Opere di Maestri Contemporanei, Galleria “Il Porto”, Roma
- 1966: Arte e Sport, Palazzo Collicola, Spoleto, Sale Italiane IVª Biennale di Parigi, Galleria “Il Carpine”, Roma
- 1967: Mostra del Terzo Premio Reno-Tevere, Kunstverein, Colonia, Grafica Italiana Contemporanea, Galleria “La Selva”, Cuernavaca
- 1968: Mostra personale “Black Power”, Galleria “Il Capitello”, Roma, Omaggio a Jean Genet, Galleria “Casa della Fornarina”, Roma
- 1969: Mostra personale “Black Power”, Palazzo dei Diamanti, Ferrara, Mostra personale, “Stadtische Galerie”, Würzburg, Mostra personale, Galleria “Jacopo della Quercia, Siena · Mostra personale, Galleria “Maitani”, Orvieto, Pittori Italiani ad Algeri
- 1970: Mostra personale Palazzo dei Principi, Correggio, Mostra personale, Galleria “Pablo Picasso”, Città del Messico · Arte Contro (1945-1970 dal Realismo alla Contestazione), salone “Cosimini” e “Galleria dell'Accademia di Belle Arti, Ravenna, Galleria Comunale Arte Contemporanea Arezzo
- 1971: Mostra personale “Omaggio di un Pittore a Giuseppe Garibaldi”, Galleria “Arte 27”, Roma · Mostra personale, Galleria “Cortile degli Archiginnasi”, Bologna, Mostra collettiva organizzata dal Comitato Italo Francese presieduto da J.P. Sartre per il “Movimento 20 Ottobre della Resistenza Greca”, Galleria “Il Gabbiano”, Roma
- 1972: Amnistia, Sala Reale delle Cariatidi, Milano, Mostra collettiva “Testimonianza per Pinelli”, Palazzo Patrizi, Siena, Esposizione Internazionale Artisti Contemporanei in Solidarietà con le Commissioni Operaie Spagnole
- 1973: Mostra personale, Galleria “La Barcaccia”, Roma, IV Premio Mazzacurati, Casa della Scultura di Teramo, Teramo
- 1974: Grafica Italiana Contemporanea, Mosca-Erevan, Incisori Italiani Contemporanei, Il Cairo
- 1975: Interpretazioni Figurali del Vangelo, Palazzo delle Esposizioni, Roma
- 1976: Mostra personale, Galleria “La Barcaccia”, Napoli, Omaggio a Pasolini, Teatro Tenda, Roma
- 1977: Exposición Primera Semana Homenaje a la Repubblica Arabe Democratica del Sahara, organizzata dall'”Asociación de Amigos de la UNESCO”, Alicante (Spagna)
- 1978: Mostra personale, Galleria “La Barcaccia”, Palermo, Grafica Italiana Contemporanea, mostra organizzata dalla Quadriennale d'Arte di Roma in collaborazione con il Ministero degli Affari Esteri, Atene, Il Cairo, Grenoble, Nantes, Strasburgo, Parigi
- 1979: Omaggio alla Sicilia, Catania-Acireale, Grafica Contemporanea in America Latina, mostra itinerante organizzata dalla Quadriennale d'Arte di Roma in collaborazione con il Ministero degli Affari Esteri, Argentina, Ecuador, Brasile
- 1980: Mostra personale “Passeggiata Romana”, Galleria “La Gradiva”, Roma, XVIª Mostra Internazionale di Scultura all'Aperto Sissa Pagani, Fondazione Pagani-Museo d'Arte Moderna, Legnano, VIIIª Biennale Internazionale di Grafica di Cracovia, Grafica Italiana Contemporanea in Africa, mostra itinerante organizzata dalla Quadriennale d'Arte di Roma in collaborazione con il Ministero degli Affari Esteri, Sud Africa, Kenya, Somalia, Etiopia, Nigeria, Senegal
- 1982: Grafica Italiana Figurativa nell'Emisfero Australe, mostra itinerante organizzata dalla Quadriennale d'Arte di Roma in collaborazione con il Ministero degli Affari Esteri, Grafica Italiana Contemporanea in Canada, mostra itinerante organizzata dalla Quadriennale d'Arte di Roma in collaborazione con il Ministero degli Affari Esteri
- 1983: Mostra personale retrospettiva, Galleria “La Gradiva”, Roma, Mostra collettiva “Grafica Italiana Contemporanea, presentata dall'Istituto Nazionale di Cultura in collaborazione con la Canadian Opera Company, O'Keefe Center, Toronto, Bettona Richiama, Bettona
- 2001: Mostra collettiva “Generazione Anni Trenta”, Museo D'Arte delle Generazioni Italiane del '900 Giulio Bargellini, Pieve di Cento, Bologna
- 2009: Mostra collettiva "Frammenti di un discorso sull'arte", Galleria “Il Narciso”, Roma2009: Mostra collettiva "Frammenti di un discorso sull'arte", Galleria “Il Narciso”, Roma
- 2010: Mostra collettiva "Alla luce della pittura", Biblioteca Angelica, Roma
- 2011: Mostra personale "Rissa in Trastevere", a cura de "La coda dell'occhio", Romolo nel giardino della Fornarina, Roma

## Opere
Le sue opere figurano in musei d'arte moderna italiani ed esteri e in importanti collezioni private (Roma, Milano, Bari, Napoli, Firenze, Messina, Palermo, Catania, Lecce, Ferrara, Bologna, Torino, Trieste), tra cui la famosa collezione internazionale di mini quadri di Cesare Zavattini. Tra i musei si ricordano la Fondazione “Fratelli Cervi” e i Musei d'Arte Moderna di Melbourne, di Bruxelles e di Würzburg.
È presente con incisioni e litografie in numerose edizioni grafiche. Tra le tante si ricordano le seguenti:
- 1962: acquaforte per la cartella d'incisioni intitolata “La Violenza” edita da “Il Pro e il Contro”, Roma
- 1963: 16 incisioni, edizioni “Il Torcoliere”
- 1964: cartella d'incisioni presentata da Lorenzo Vespignani, Roma
- 1967: cartella d'incisioni presentata da Renato Guttuso, Roma
- 1964: libro-catalogo della mostra “España 1936-19...”, a cura degli editori “La Sfera-Jacopo della Quercia” in omaggio a Rafael Alberti, Federico García Lorca e Antonio Machado, con testi critici di Mario de Micheli, Corrado Marsan, Elio Mercuri ed un poema manoscritto-dedicato dello stesso Rafael Alberti intitolato “Non sono passati gli anni”
- 1972: cartella di litografie “Mes yeux, mes larges yeux aux clartés éternelles” ispirata al poema di Charles Baudelaire, in omaggio a Maria Teresa Leon de Alberti, con la prefazione di Walter Mauro, editrice la Galleria “Jacopo della Quercia”, Siena
- 1973: cartella di grafica “1001 processi politici in Spagna”, con la prefazione di Vittorio Vidali, in solidarietà nei confronti delle “Comisiones Obreras” spagnole, edita con il patrocinio della CGIL, Roma · cartella d'incisioni “Portogallo 1973” presentata da Augusto da Costa Diaz
- 1974: manifesto convegno Italia-URSS per il teatro · cartella d'acqueforti “Piazza dei Mercanti”, Milano, manifesto per la libertà del Cile
- 1976: partecipa alla realizzazione della cartella di grafica “Comitato Italia-Spagna”, con la prefazione di Pietro Nenni, Giorgio Amendola, Ugo La Malfa, Ferruccio Parri e Paolo Emilio Taviani, edita con il patrocinio della CGIL, Roma
- 1977: partecipa alla cartella di incisioni “Omaggio a Federico Garcia Lorca”, editore “Il Labirinto”, Roma
- 1978: partecipa con un'incisione e due disegni al volume “Va, va, cammina” ideato e realizzato da Glauco Pellegrini per commentare il bicentenario del Teatro La Scala. Il volume viene presentato al Teatro La Scala da Carlo Maria Badini, Mario De Micheli e Francesco Degrada; al Teatro Regio di Parma dal Sindaco della città e da Guglielmo Petroni; al Teatro Comunale di Ferrara da Giorgio Bassani e alla Galleria “La Gradiva” di Roma da Roman Vlad, Carlo Bernari e Gianluigi Rondi.